# 陸前濱田站

陸前濱田站附近的路線圖

陸前濱田站（日语：／ Rikuzen-Hamada eki */?）是位於宮城縣宮城郡利府町赤沼字井戶尻，東日本旅客鐵道（JR東日本）的仙石線車站。

## 歷史
- 1927年（昭和2年）4月18日：宮城電氣鐵道（日语：宮城電気鉄道）濱田站（日语：／）啟用。
- 1944年（昭和19年）5月1日：宮城電氣鐵道被國有化，成為運輸通信省車站。同時車站改名為陸前濱田站。
- 1987年（昭和62年）4月1日：伴隨國鐵分割民營化，車站由東日本旅客鐵道（JR東日本）營運[1]。
- 2003年（平成15年）10月26日：此站開始可以使用IC卡「Suica」[2]。
- 2011年（平成23年）
  - 3月11日：受到東日本大震災所引發的海嘯影響，由於車站大樓本身比較簡單，路軌等設備較少受損。
  - 5月28日：東鹽釜站至高城町站之間重開。
  - 10月1日：隨著站前迴旋路開始使用。宮交巴士開設利府站至葉山至此站的巴士路線開始運行。

## 車站構造
此站是地面車站，設有1面1線的單式月台。
此站由多賀城站管理的無人車站。候車室內設有乘車站證明票發行機，月台入口設有簡易Suica閘機。

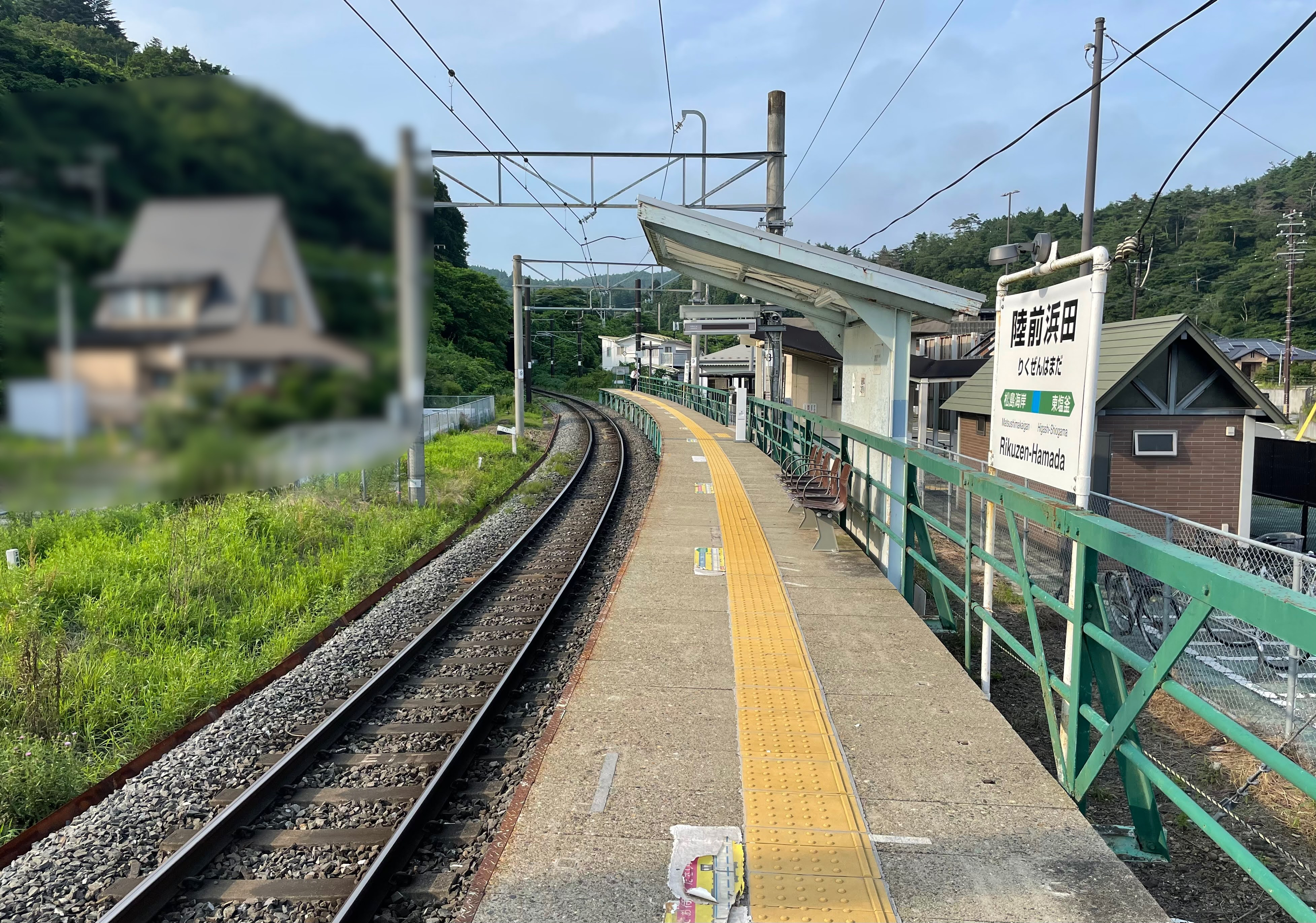
月台（2022年7月）

## 使用狀況
在2008年度，1日平均乘車人次為125人。

## 車站周邊
車站前後與東北本線並行。東北本線列車於松島站至鹽釜站之間區間可看見濱田漁港等車站周邊景色。
- 濱田漁港
- 雙觀山
- 浦島莊酒店
- 濱田保育所
- 濱田簡易郵局
- 國道45號

## 巴士路線
- 【宮交巴士（日语：ミヤコーバス）】經葉山 前往利府站前、AEON利府店（日语：イオンモール利府）
  - 在2011年12月30日前，利府町民巴士（日语：利府町民バス）東部路線（須賀入口、二本椚、葉山、春日、梨丘團地、經利府站前往加瀨沼）駛入濱田地區（在國道45號向東北方步行數分數便可到達「濱田漁港廣場」巴士站）。在2012年1月3日時間表修正起，該路線不再駛入濱田地區。

## 相鄰車站
東日本旅客鐵道（JR東日本）
■仙石線
東鹽釜－陸前濱田－松島海岸

## 注腳
1. ↑  『交通年鑑 昭和63年版』 交通協力會，1988年3月。
2. ↑   (PDF) (新闻稿). 東日本旅客鉄道. 2003-08-21  [2020-05-26]. （原始内容 (PDF)存档于2020-05-26） （日语）.

## 外部連結
- 車站資訊（陸前濱田）：東日本旅客鐵道（日語）